# Ballon de Klein
Pour les articles homonymes, voir Ballon et Klein.

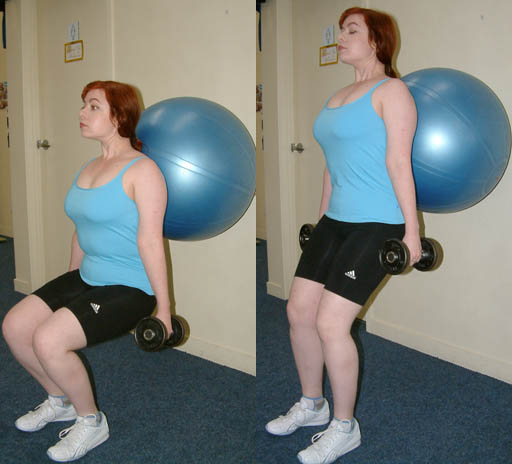

Le ballon de Klein ou ballon d'exercice ou swiss ball est un objet gonflable utilisé pour la rééducation physique (kinésithérapie) et l'entraînement sportif (fitness), voire lors de la grossesse ou de l'accouchement. Aujourd'hui, il est aussi utilisé au travail pour améliorer la santé des travailleurs. Il n’existe cependant aucune preuve scientifique de bienfaits de la position assise sans exercices supplémentaires,,.

## Histoire
Ce ballon est créé en 1963 par l'industriel italien Aquilino Casani comme un jouet pour enfant. Ultérieurement, la physiologiste britannique Mary Quinton et la physiothérapeute suisse Suzanne Klein-Vogelbach utilisèrent ce ballon pour un usage médical, notamment pour le traitement de pathologies du dos, des troubles orthopédiques et neurologiques.
Depuis les années 90, il est aussi utilisé lors de la grossesse ou en salle d'accouchement, ou il prend le nom de ballon de grossesse.